# Маргарита Анжуйска (1273 – 1299)
Маргарита Анжуйска (Marguerite d'Anjou; 1273 – 31 декември 1299) – най-голямата дъщеря на краля на Неапол, Шарл II Анжуйски, графиня на Анжу и Мейн (1290 – 1299), първа съпруга на Шарл Валоа, майка на френския крал Филип VI.

## Биография
Маргарита е най-голямата от дъщерите на неаполитанския крал Шарл II Анжуйски и съпругата му Мария Унгарска, дъщеря на унгарския крал Ищван V и куманската принцеса Елизабет Куманката.
През 1284 г. бащата на Маргарита е заловен от арагонския крал Педро III . През 1288 г. наследникът на Педро III, Алфонсо III Арагонски, освобождава Шарлз II Анжуйски. Едно от условията за освобождаване е задължението на Шарл II Анжуйски да убеди Шарл Валоа, син на френския крал Филип III, да се откаже от арагонската корона, предоставена му от папа Мартин IV.
На 16 август 1290 г. в Корбей се сключва брак между Шарл Валоа и Маргарет Анжуйска. Като зестра на дъщеря си Шарл II Анжуйски дава графствата Анжу и Мейн, а в замяна Шарл Валоа се отказва от претенциите си към Арагон. Бракът изисква специално разрешение от папа Николай IV, тъй като младоженецът е втори братовчед на булката.
Бракът продължи девет години. Маргарет умира на 26-годишна възраст на 31 декември 1299 г. След нейната смърт Шарл Валоа става единствен господар на Анжу и Мейн. През 1301 г. той сключва нов брак, като взема за съпруга братовчедката на Маргарет, Катрин дьо Куртене .

## Брак и деца
1. ∞ 16 август 1290 в Корбей, Те имат четири дъщери и двама сина:
- Изабела (* 1292, † 1309), ∞ 1297 за Жан III Добрия (* 1286 † 1341), херцог на Бретон;
- Филип (* 1293, † 1350), граф на Валоа, крал на Франция под името Филип VI, основател на кралската династия Валоа; 1. ∞ 13 юли 1313 за Жана Бургундска (Куцата) (* ок. 1293, † 1348) 2. ∞ 1349 за Бланш д’Еврьо (* 1331, † 1398), принцеса Наварска, дъщеря на Филип III д’Еврьо;
- Жана (* 1294, † 1342), ∞ 1305 за Вилхелм д’Авен (* 1286, † 1337), граф на Ено, Холандия и Зеландия. Дъщеря им Филипа става кралица на Англия, съпруга на Едуард III Плантагенет;
- Маргарита (* 1295, † 1342), ∞ 1310 за Ги I дьо Блоа-Шатийон († 1342), граф на Блоа;
- Шарл II (* 1297, † 1346), граф на Алансон, 1. ∞ за Жана дьо Жуани, 2. ∞ за Мария дьо ла Серда; загива в битката при Креси;
- Kатерина (* 1299, † 1300).